# Бовен-Дигул
Бовен-Дигул (нидерл. Boven Digoel, буквально — «Верхний Дигул») — крупный концентрационный лагерь, основанный колониальным правительством голландской Ост-Индии на острове Новая Гвинея. Лагерь функционировал в период между 1928—1942 годами и был местом ссылки для многих борцов за независимость Индонезии.

## Описание
Концентрационный лагерь Бовен-Дигул был расположен верховьях реки Дигул в центральной части острова Новая Гвинея. Площадь лагеря составляла почти 10 000 гектаров. Лагерь был расположен в изолированной части Новой Гвинеи и окружён сотнями километров непроходимых джунглей, в которых жили дикие племена каннибалов. Поэтому контакт со внешним миром и побег был практически невозможны. Бовен-Дигул был известен большой смертностью от малярии. Несмотря на то, что в лагере не было смертной казни и пыток, сама жизнь в тяжёлых условиях приводила заключённых к помешательству или смерти.

## История
Изначально в эпоху голландского колониального правления Индонезией, индонезийских национальных деятелей отправляли в изгнание за границу. В начале 1927 года было начато строительство концентрационного лагеря Бовен-Дигул. Строительством руководил голландский офицер, капитан Л. Т. Бэкинг, известный подавлением восстания в Бантене в ноябре 1926 года. После построения лагеря Бовен-Дигул высылка инакомыслящих из колонии была прекращена. Первыми заключёнными лагеря стали индонезийцы, участники восстания 1926—1927 годов. Индонезийские националисты и коммунисты в основном прибывают из Явы и Западной Суматры были интернированы в Бовен-Дигул между 1928 и 1942 годами. Несмотря на то, что они являлись политзаключёнными к ним относились как к обычным преступникам. Из- за длительного стресса ряд заключённых страдал психическими расстройствами. Лагерь был закрыт в 1943 году из-за опасности захвата его японской армией. Все заключённые были переданы властям Австралии.

## Известные личности
Среди узников лагеря были, писатель Марко Картодикромо, будущий первый вице-президент Индонезии Мохаммад Хатта и будущий первый индонезийский премьер-министр Шарир Сутан.